# 恋の花 咲いた
『恋の花 咲いた』は、NHK「みんなのうた」で、1991年2月 - 3月に放送した楽曲。

## 概要
一人の少女の恋心を描いた楽曲。映像は安藤洋美製作によるアニメーション。
1990年にNHKは、『みんなのうた』放送30周年記念として一般募集作品コンクールを行っておりこの曲は同コンクールの優秀賞（最優秀賞は1990年12月放送の「先生は走る」）に選ばれた曲である。
放送終了後、長らく再放送・DVD化されなかったが、2018年2月 - 3月のラジオのみで27年ぶりに再放送された。